# ヨスジフエダイ
ヨスジフエダイ(学名: Lutjanus kasmira )はフエダイ科に属する中型の海水魚である。別名としてスジタルミや、ビタロー（琉球列島）がある。アフリカ沿岸から紅海に至るインド洋、および西太平洋の熱帯・亜熱帯域にかけて広く分布し、日本においても南日本で普通にみられる。鮮やかな体色をもち、観賞魚として飼育されることがある。食用にもなる。

## 形態
最大で全長50 cmに達するが、よくみられるのは体長25 cmほどの個体である。体高はやや高く、頭部背側の輪郭は急峻である。吻はやや突出する。前鰓蓋骨には欠刻と瘤状の隆起がよく発達する。第1鰓弓の下枝上の鰓耙数は13か14で、本種の識別形質の一つである。第一鰓弓全体の鰓耙数は20から22である。 背鰭は10棘、14-15軟条をもち、臀鰭は3棘、7-8軟条をもつ。胸鰭は15-16軟条をもち、尾鰭は中央がわずかに凹んだ形状を示す。側線上には48-51の鱗が存在する。
生時の体色は本種を識別する際のおそらく最大の特徴である。背中と側面は明るい黄色で、腹側にいたるにつれて白色となる。体の側面には黒く縁取られた明るい青色の縦線が4本入る。この青色の縞よりもさらに腹側には、淡い灰色の縦帯が数本存在する。ほとんどの鰭は黄色である。腹部には微小な赤い斑点があり、薄く赤く見える。幼魚では、背中に黒い斑点がみられることもある。
よく似た同属種のロクセンフエダイL. quinquelineatus は、体側面の青色縞が5本である点で本種と区別される。ベンガルフエダイはさらに本種に酷似している。この種はインド—太平洋に広く分布するとされたが、西インド洋産のもの2種は別種とされた。

## 分布
本種はフエダイ科の中でも最も広範囲に生息する種のひとつで、インド洋と太平洋の広い海域でみられる。生息域はエジプト沿岸の紅海から、南はマダガスカル、東はインド、中国、東南アジア、オーストラリア、そして太平洋の島々まで広がっている。
日本においても、琉球列島・小笠原諸島をはじめとした南日本でみられ、特に幼魚は頻繁に観察される普通種である。太平洋側では静岡県以南、日本海側では富山県以南でみられる
フエダイ科の他の種と同様、サンゴ礁に生息し、浅いラグーンでもみられるほか、礁の外周部の水深60 mより浅い海域でもみられる。ただし、マルキーズ諸島では水深180 m、紅海では水深265 mの地点からも記録がある。ハワイでは、砂底や海草の生えた海底で過ごすことが多い。日中にサンゴの周りや洞窟、廃船の周りなどで大きな群れを作って泳ぐことが多い。生息環境は年齢によって微妙に変化し、幼魚は比較的内湾に多い。

## 生態

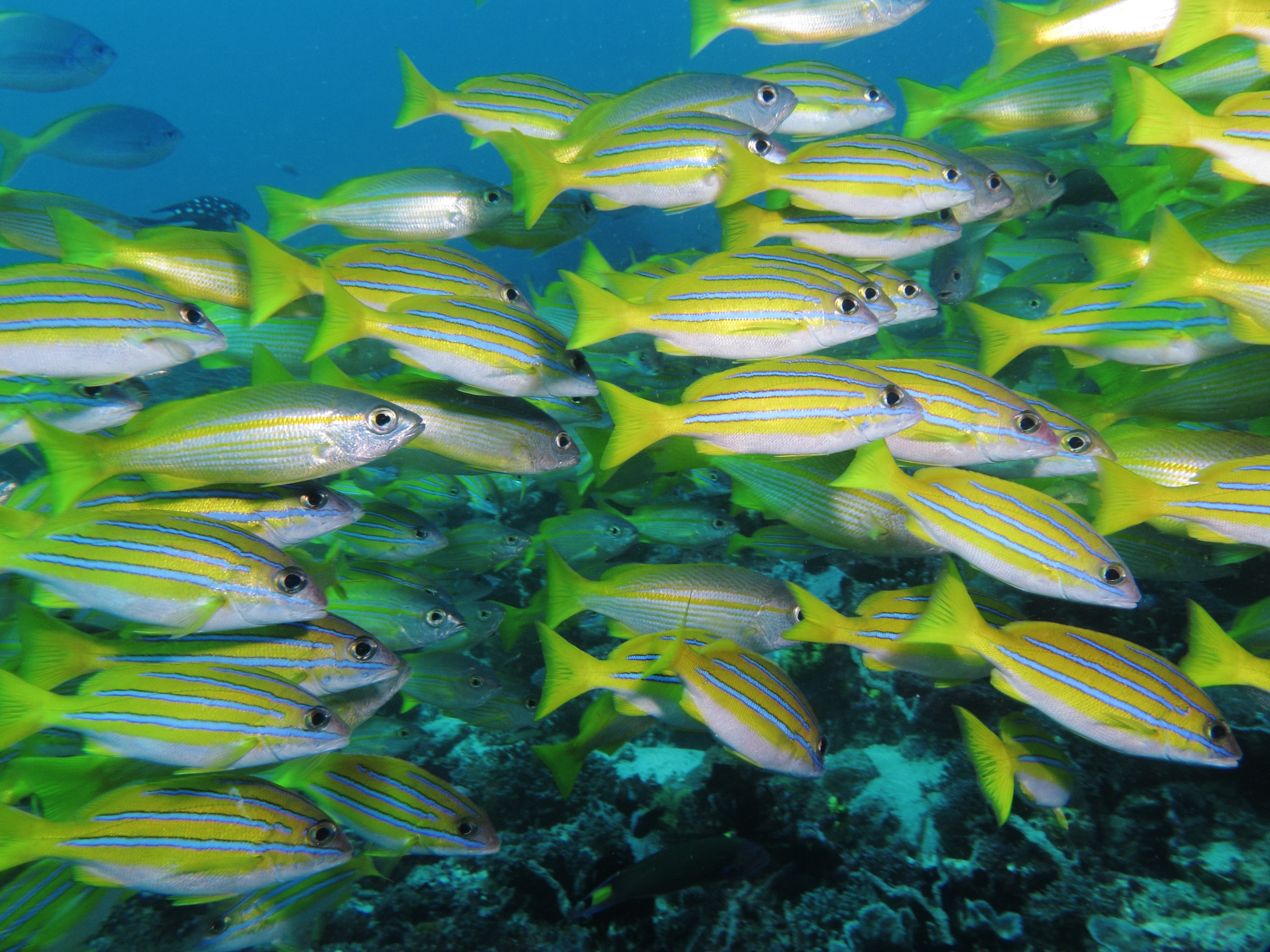
ヨスジフエダイの近縁種ベンガルフエダイの群れ。キンセンフエダイなども混ざる。（インドネシア・コモド島）

本種は基本的に肉食だが多様な食性をもち、魚やエビ、カニ、シャコ、そして浮遊性の甲殻類だけでなく、藻類も捕食対象とする。食性の中身は加齢や生息域などによっても変化する。
全長20から25cmで性成熟に達する。低緯度地域ではほとんど一年中産卵をするが、アンダマン海においては11月から12月にかけてが最盛期である。卵は直径0.78-0.85 mmで、水温22-25℃に達すると孵化する。
本種は、ヒメジ科アカヒメジ属に属するMulloidichthys mimicus という種に擬態を受けることが報告されている。このヒメジは本種とほぼ同一の体色をもち、本種の群れに紛れ込むことで獲物から身を守っていると考えられている。

## 人間との関係

### ハワイへの移入
1950年代に、アメリカ自治領（準州）時代のハワイで海洋動物相の調査が行われた際、ハワイの魚類相はその多くが草食魚で占められていることがわかった。こういった草食の魚たちを準州の当局者は「無益な食物連鎖の行き止まり("a useless end in the food chain")」だと結論付けた。他の太平洋の島々と違って、ハワイにはハタ科やフエダイ科の魚が生息していなかったので、趣味釣りや漁業の対象とするために、そして先の調査で示された食物連鎖における「空白のニッチ」 を埋めるために、メキシコやキリバス、マルキーズ諸島、そしてモーレア島からハタとフエダイの仲間の合わせて11種がハワイへと移入された。その11種のうち現在までハワイで生き残っているのは3種だが、中でも本種が最も繁栄した種で、現在ではハワイ諸島のほとんどの島に生息している。
後年になって、漁師や生態学者は本種に獲物や生息場所を奪われたり、あるいは捕食されたりすることによる他種への影響に懸念を表明するようになった。ただし、この懸念を裏付けるような研究結果は未だ得られていない。特にハワイ在来種のアカヒメジについては、本種との間にサンゴ礁における隠れ家を巡って競争関係が存在し、本種の方が優位な立場にあることが示唆されているが、この関係が成り立つのは両種ともに高密度で生息するような地域に限られているようである。
寄生性の線虫、Spirocamallanus istiblenni が本種の放流にともなってハワイに移入された可能性が指摘されている。ハワイ在来の種はこの寄生虫に対する抵抗性を持っていなかった可能性があり、この点でも本種の移入が在来種に脅威となった可能性が指摘されている
結局本種は、当初の目的のように主要な食用や漁業の対象魚となることもなかった。この理由のひとつは低い市場価値にある。むしろ本種は、より商業的価値の高い魚を脅威にさらすことから、ハワイの漁師には厄介者とみなされている。2008年以降、本種やその他の移入種の個体数を減らすことを目的としたスピアフィッシングの大会も開催されている。

### 食用魚・観賞魚として
生息域の全域で、一本釣りや追い込み網、刺し網などを用いた漁業の漁獲対象になる。多くの国で、鮮魚の状態でごく普通に流通する。ハワイにおいては一本釣り漁で水揚げされる主要な種のひとつであり、上述のように現地では安い値段で流通している。肉は淡紅色でやや美味である。日本では煮付けや刺身、塩焼きといった家庭料理に用いられる。
観賞魚としても流通することがある。

## ギャラリー

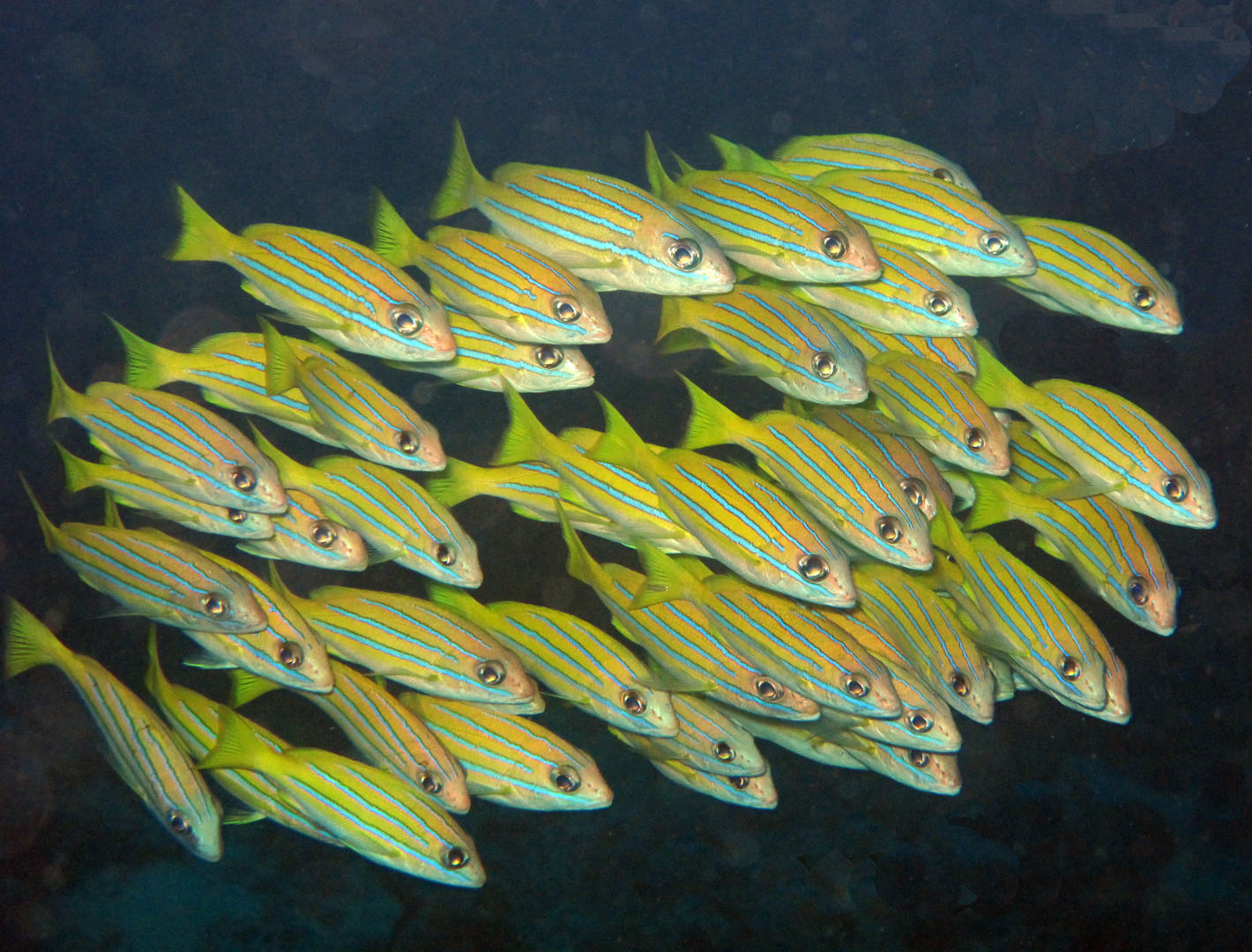
近縁種ベンガルフエダイの群れ
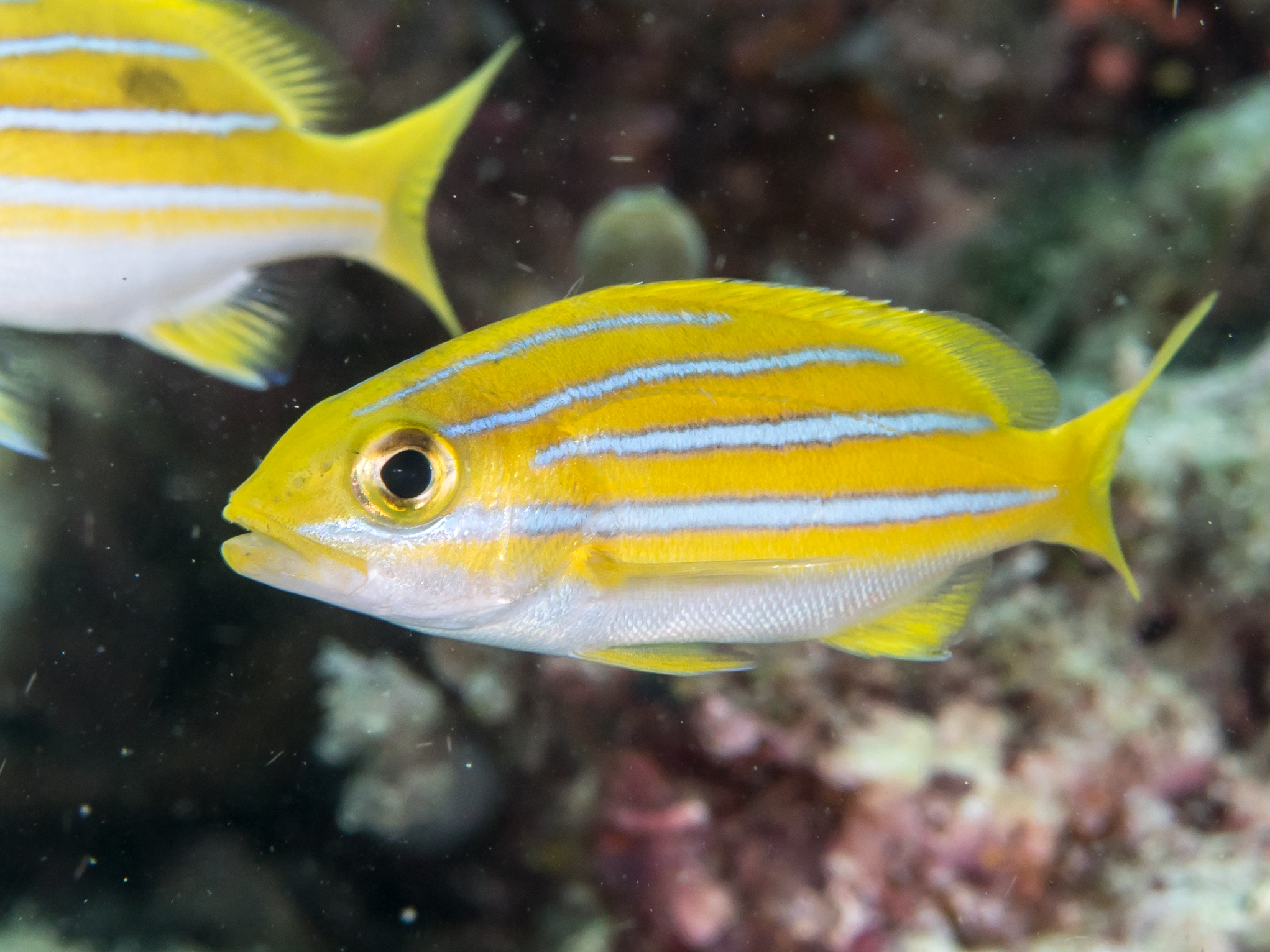
ベンガルフエダイ
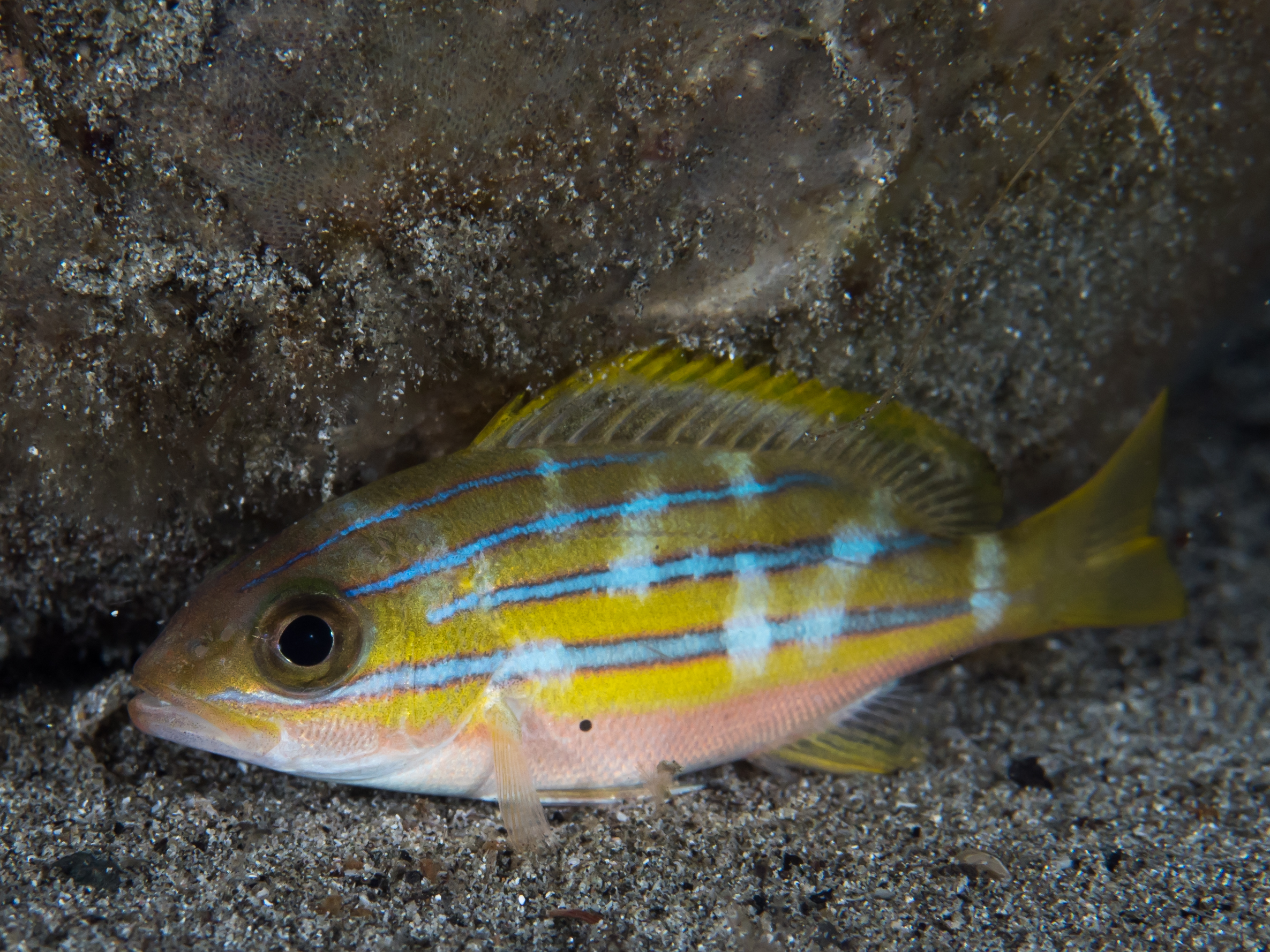
ベンガルフエダイ
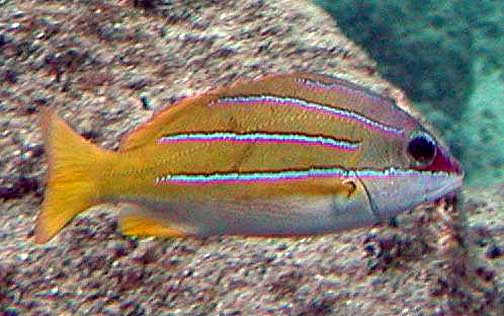
ヨスジフエダイ
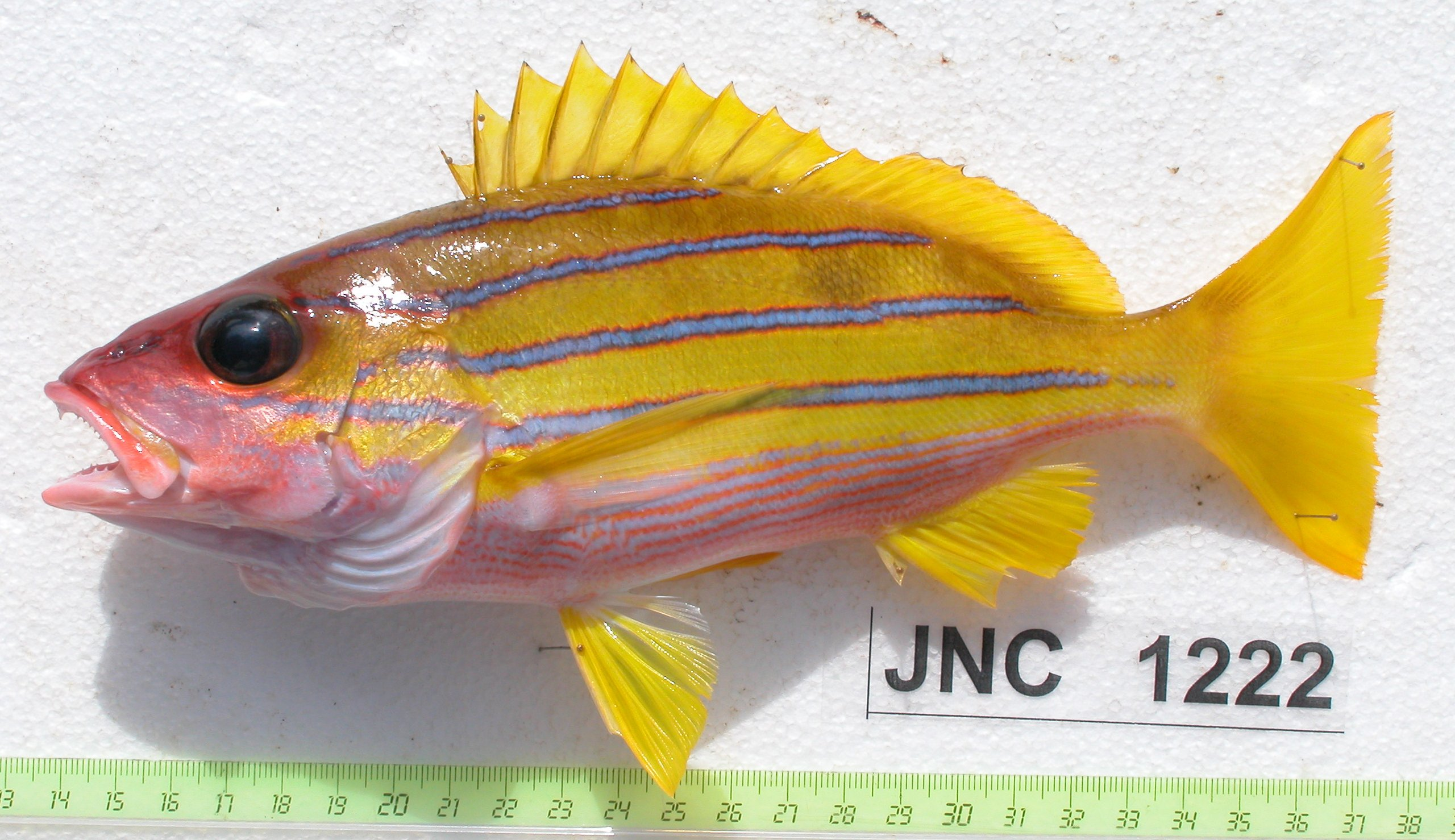
ヨスジフエダイ
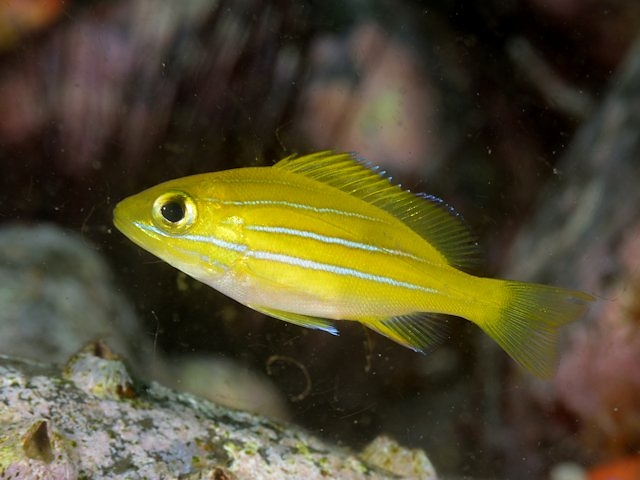
ヨスジフエダイの幼魚